# Scrabble duplicate
Vous lisez un « bon article » labellisé en 2007.
Pour les articles homonymes, voir Duplicate.
Le Scrabble duplicate est une variante du jeu de Scrabble qui consiste à jouer une partie seul, ou à plusieurs chacun jouant avec le même tirage et plaçant le même mot sur la grille, en tentant à chaque coup de faire le meilleur score possible, selon les lettres sur le chevalet et la configuration de la grille. Le duplicate est la variante la plus répandue en français dans les clubs et en compétition, avec plus de 15 000 licenciés en France et plus de 20 000 licenciés au monde. Elle est aussi pratiquée en roumain et en néerlandais mais est de loin plus populaire en français qu'en toutes les autres langues.

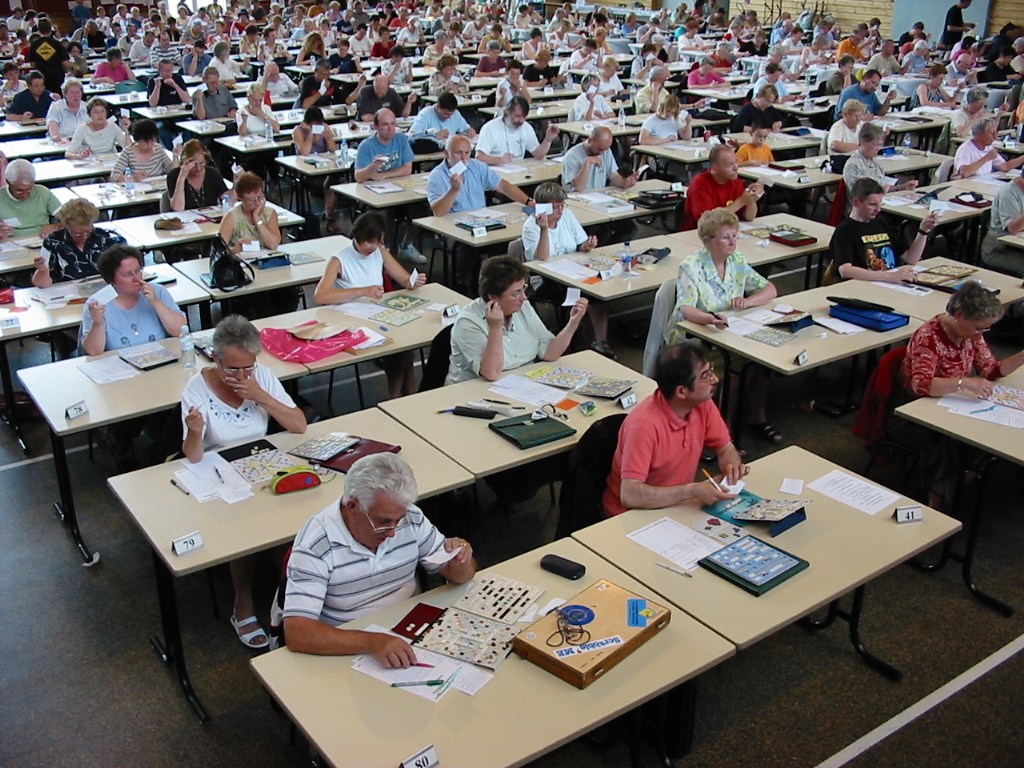
Tournoi en duplicate à La Bresse (Vosges).

## Historique
Jusque dans les années 1970, le Scrabble se pratique uniquement selon la formule dite classique, c'est-à-dire à 2, 3 ou 4 joueurs qui piochent leurs lettres dans le même sac et jouent sur la même grille, à tour de rôle. Cette formule laisse une certaine part au hasard, chaque joueur ayant des lettres différentes et jouant sur une configuration de grille qui évolue au fil des mots posés par chaque joueur.
A la fin des années 1960, Myriam Fabri a l'idée de proposer à son mari Ignace de jouer ensemble avec les mêmes lettres pour voir « qui est vraiment le meilleur ». D'abord avec le même jeu, sans bouger les lettres communes, puis rapidement chacun avec son propre jeu. Le but étant simplement de faire le plus de points à chaque coup. Le meilleur mot trouvé par les joueurs est placé sur la grille et la partie continue avec de nouvelles lettres. Ils ne jouent plus que de cette manière et en parlent autour d'eux. En 1972, une amie de la famille, Gaëtane de Potter, met en relation un avocat bruxellois Hippolyte Wouters avec la famille Fabri. Ce dernier leur rend visite et est immédiatement convaincu par cette formule de jeu. Hippolyte Wouters est souvent considéré à tort comme l'inventeur du Scrabble duplicate, il a évoqué indirectement Myriam Fabri dans l'hebdomadaire belge Pourquoi pas ? . Hippolyte Wouters la cite en revanche dans son allocution de clôture des Championnats du Monde de Louvain-la-Neuve où il rappelle les débuts du Scrabble duplicate.
Il se fera par la suite le chantre de cette nouvelle formule, dénommée « duplicate »  en référence à une variante du bridge,, qui permet d'atténuer fortement le facteur chance en distribuant les mêmes donnes de cartes aux quatre joueurs de toutes les tables.
Hippolyte Wouters présentera cette formule lors du Tournoi international de Scrabble organisé à Cannes en décembre 1972. Il s'agissait d'un tournoi de Scrabble classique regroupant environ 130 participants. Moins d'une dizaine de joueurs participent à ce que certains ont appelé le « Scrabbelge ». Il n'y a eu qu'une dizaine de coups joués. Malgré cela, cette partie sera instituée plus tard « Premier championnat du monde de Scrabble ».
Les championnats du monde ont lieu chaque année, en juillet ou en août. Le pays organisateur est souvent l'une des quatre fédérations fondatrices (Belgique, France, Québec, Suisse), mais ce n'est pas toujours le cas (Maroc en 2004 et 2016, Sénégal en 2008…).
Sites officiels des championnats du monde de Scrabble :
- 1973 : Liège, Belgique
- 1974 : Monaco, Monaco
- 1975 : Estepona, Espagne
- 1976 : Djerba, Tunisie
- 1977 : Aix-les-Bains, France
- 1978 : Bruxelles Belgique
- 1979 : Vichy France
- 1980 : Liège Belgique
- 1981 : Montreux Suisse
- 1982 : Hammamet Tunisie
- 1983 : Grenoble France
- 1984 : Montréal (Québec)
- 1985 : Bruxelles Belgique
- 1986 : Lausanne Suisse
- 1987 : Metz France
- 1988 : Québec Québec
- 1989 : Namur Belgique
- 1990 : Dakar Sénégal
- 1991 : Fleurier Suisse
- 1992 : Hull (Québec)
- 1993 : Saint-Malo France
- 1994 : Libramont Belgique
- 1995 : Ovronnaz Suisse
- 1996 : Aix-les-Bains France
- 1997 : Saint-Hyacinthe Québec
- 1998 : Bruxelles Belgique
- 1999 : Bulle Suisse
- 2000 : Paris - France
- 2001 : La Rochelle - France
- 2002 : Montréal - Québec
- 2003 : Liège - Belgique
- 2004 : Marrakech - Maroc
- 2005 : Neuchâtel - Suisse
- 2006 : Tours France
- 2007 : Québec (Québec)
- 2008 : Dakar (Sénégal)
- 2009 : Mons (Belgique)
- 2010 : Montpellier (France)
- 2011 : Montreux (Suisse)
- 2012 : Montauban (France)
- 2013 : Rimouski (Québec)
- 2014 : Aix-les-Bains (France)
- 2015 : Louvain-la-Neuve (Belgique)
- 2016 : Agadir (Maroc)
- 2017 : Martigny (Suisse)
- 2018 : Tremblant (Québec)
- 2019 : La Rochelle (France)
- 2020 : championnat annulé par l’épidémie de Covid.
- 2021 : Aix-les-Bains (France)

En 2022, la 50e édition du Championnat du Monde de Scrabble Francophone a eu lieu à Louvain-la-Neuve en Belgique du 22 au 30 juillet.
En 2023 : Bulle (Suisse), du 13 au 22 juillet

## Principe
Dans une partie de Scrabble duplicate, chaque joueur possède son propre jeu de Scrabble, et toutes les lettres sont disposées face visible. Un arbitre pioche sept lettres dans le sac, les annonce, et tous les joueurs prennent ces sept mêmes lettres. Chacun réfléchit (pendant une à trois minutes selon le type d'épreuve) en essayant de trouver le mot qui permet d'obtenir le score maximal. À la fin du temps de réflexion, chaque joueur inscrit la solution qu'il a trouvée et son nombre de points sur un bulletin. 
La meilleure solution (donnée par un ordinateur depuis la fin des années 1980) est retenue et placée par tous les joueurs sur leur grille. En cas d'égalité entre deux solutions, l'arbitre qui gère la partie choisit « celle qui ouvre la grille le plus ». L'arbitre tire de nouvelles lettres pour compléter le reliquat à sept lettres, et la partie continue selon le même principe jusqu'à ce qu'il ne reste plus que des voyelles ou que des consonnes à tirer.
Voici un exemple : imaginons 3 joueurs nommés André, Bernard et Charles (A, B et C). André se propose de tirer les lettres.
- Au 1er coup, André pioche E.R.A.V.R.E.F. Bernard et Charles piochent les 7 mêmes lettres, puis tous trois réfléchissent pendant quelques minutes.
- À la fin du temps imparti, chaque joueur annonce ce qu'il a trouvé, puis place la meilleure solution trouvée par l'ordinateur sur la grille :
  - A : FERRA pour 24 points
  - B : AVÉRER pour 26 points
  - C : FÈVE pour 20 points
  - TOP : AVÉRER pour 26 points
- Bernard a obtenu le meilleur score. C'est donc son mot qui est retenu, et placé par chacun sur sa grille. Bernard marque 26 points, André 24, et Charles 20.
- Après avoir posé AVÉRER, il reste un F. André pioche 6 autres lettres : M.L.A.C.I.N. Les joueurs réfléchissent avec ce nouveau tirage, sur la grille où le mot AVÉRER a été posé.
- À la fin du temps imparti, chaque joueur annonce ce qu'il a trouvé :
  - A : CANIF pour 24 points (formant AVÉRERA)
  - B : FAC pour 25 points (formant AVÉRERA)
  - C : FIANÇA pour 28 points (en terminant sur le A d'AVÉRER)
  - TOP : FIANÇA pour 28 points
- Cette fois, c'est Charles qui a obtenu le meilleur score. Les trois joueurs placent le mot FIANÇA. À l'issue de ces deux coups, les scores des joueurs sont :
  - A : 24+24 = 48
  - B : 26+25 = 51
  - C : 20+28 = 48
- Plus aucun des 3 joueurs n'est au top puisque le score maximal des deux coups est de 54 points (26+28). Ainsi, en fin de partie, chaque joueur pourra se comparer non seulement aux scores des autres joueurs, mais aussi au score optimal de la partie, donc indépendamment des autres joueurs, puisque c'est en général un logiciel de Scrabble qui est utilisé pour déterminer le « top », c'est-à-dire la solution optimale.

## Règles

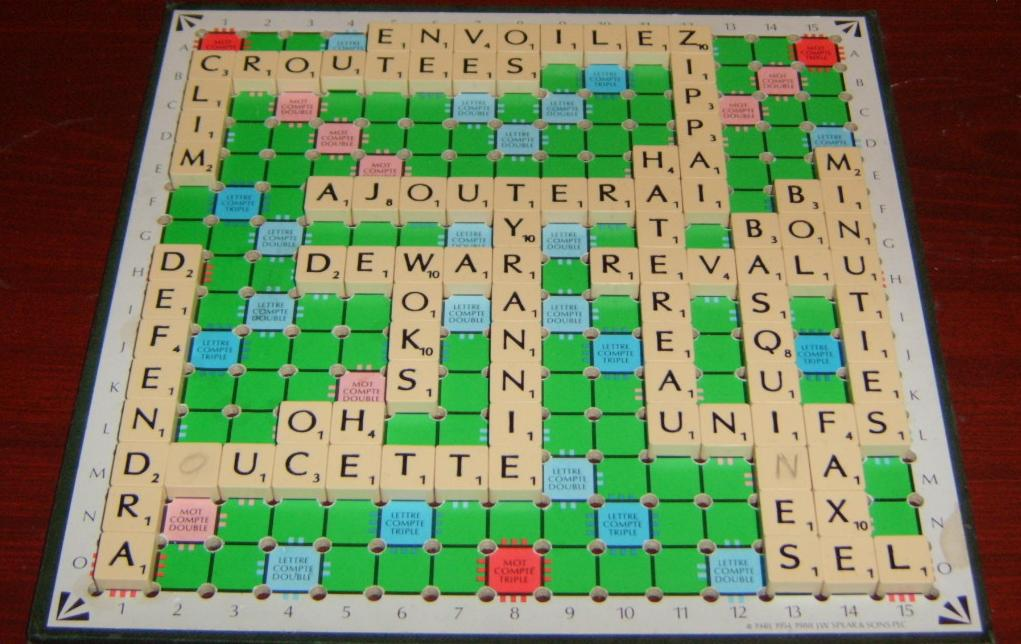
Exemple d'une partie duplicate en français.

Les règles de base du Scrabble duplicate sont similaires à celles du Scrabble classique,, :
- On utilise un plateau de Scrabble standard.
- On utilise les 102 lettres standard.
- Le premier mot passe par l'étoile centrale, et compte double.
- Les mots acceptés sont les mêmes : 2 à 15 lettres, conjugaisons autorisées, pas de noms propres, pas de mots composés.

Il y a néanmoins quelques particularités, selon le règlement officiel,, de la Fédération internationale de Scrabble francophone :
- Durant les 15 premiers coups, chaque tirage doit contenir au moins 2 voyelles et au moins 2 consonnes, ce qui évite d'avoir des tirages trop déséquilibrés. Le Y et les jokers peuvent être indifféremment considérés comme voyelle ou consonne, à la guise de la personne qui pioche les lettres.
- Dans le cas où cette contrainte n'est pas respectée, il y a rejet, c'est-à-dire que les 7 lettres sont replacées dans le sac, puis le sac est mélangé et 7 nouvelles lettres sont piochées.
- À compter du 16e coup, chaque tirage doit contenir au moins 1 voyelle et 1 consonne. Dans le cas contraire, il y a rejet.
- La partie est terminée lorsqu'il ne reste plus qu'une lettre, ou seulement des consonnes, ou seulement des voyelles.

## Notation standard

### Épellation des lettres
Lorsque les lettres ont été tirées, elles sont annoncées aux autres joueurs conformément au tableau d'épellation standard, à savoir :
| A | Algérie    | N | Norvège     |
| B | Belgique   | O | Océanie     |
| C | Canada     | P | Portugal    |
| D | Danemark   | Q | Québec      |
| E | Égypte     | R | Roumanie    |
| F | France     | S | Suisse      |
| G | Grèce      | T | Tunisie     |
| H | Hongrie    | U | Uruguay     |
| I | Italie     | V | Venezuela   |
| J | Jordanie   | W | Wallonie    |
| K | Kenya      | X | Xénophon    |
| L | Luxembourg | Y | Yougoslavie |
| M | Maroc      | Z | Zambie      |

Le joker est épelé « joker », ou, parfois, « lettre blanche ».

### Position des mots
Lorsqu'un mot doit être placé sur la grille, sa position est annoncée conformément au standard en vigueur, à savoir :
- on annonce la référence de la case sur laquelle débute le mot
- si le mot est placé horizontalement, on commence par la coordonnée horizontale (lettre de A à O)
- si le mot est placé verticalement, on commence par la coordonnée verticale (nombre de 1 à 15)

Dans l'exemple ci-dessus, cela donnerait :
- au coup 1, on place AVÉRER en H3.
- au coup 2, on place FIANÇA en 3C.

## Publication d'une partie
Les parties de Scrabble duplicate sont publiées dans les revues, quotidiens ... sous un format standard destiné à permettre de rejouer la partie seul ou avec des amis. Pour cela, plusieurs règles sont observées :
- Chaque ligne contient les informations relatives à un coup : N° du coup, Tirage, Mot retenu, Position, Score. Très souvent, le n° du coup et le tirage sont décalés d'une ligne par rapport au mot retenu, sa position et son score. En effet, il devient alors possible de placer un cache sur le descriptif de la partie pour ne voir que le premier coup, réfléchir, puis descendre le cache d'une ligne pour voir la solution retenue, ainsi que le tirage du coup suivant.
- Dans la colonne « Tirage », certains symboles sont utilisés :
  - Le symbole + sépare les lettres restantes des nouvelles lettres. Dans l'exemple ci-dessus, le tirage du coup 2 serait indiqué par F+MLACIN
  - Le symbole - indique un rejet. Dans ce cas, les lettres restantes du coup précédent sont remises dans le sac, et on pioche les nouvelles lettres indiquées après le tiret.
  - Le symbole ? désigne un joker (parfois appelé lettre blanche).
- Dans la colonne « Mot retenu », les lettres remplaçant un joker sont mentionnées soit entre parenthèses, soit en minuscules (dans ce cas, les autres lettres sont en majuscules). Par exemple, si le tirage du coup 1 est EGJSEF?, alors le mot retenu sera noté J(U)GÉES ou JuGÉES.
- Dans la colonne « Position », le format standard de position est utilisé : H4, 3C, etc.

## Étude critique

### Avantages du duplicate

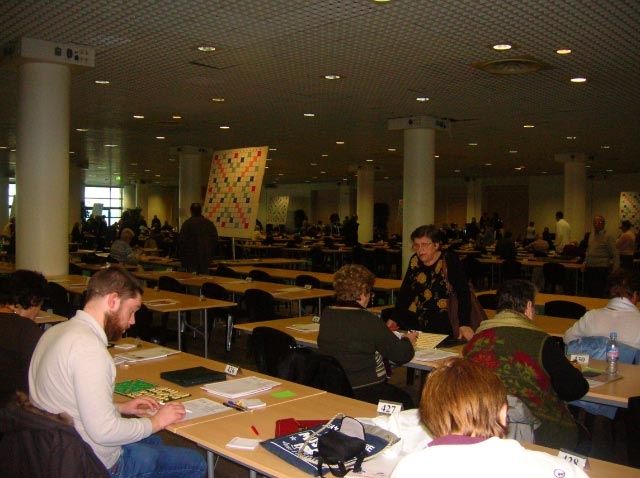
Salle de jeu à Cannes avant le début de la partie.

- Le principal avantage du duplicate est d'éliminer le hasard du tirage des lettres : chaque joueur a les mêmes lettres que ses adversaires et joue sur la même grille[13],[14].
- La présence d'un nombre minimal de voyelles et consonnes à chaque coup offre généralement des tirages plus faciles à jouer qu'avec un tirage strictement aléatoire.
- Cette formule permet d'organiser des compétitions entre un nombre quelconque d'adversaires sans avoir à multiplier le nombre de parties[15].
- En divisant son score par le score maximal d'une partie (le top, donné par l'ordinateur), on obtient un indicateur de son niveau de jeu (pourcentage significatif si calculé sur un grand nombre de parties), dont on peut suivre l'évolution dans le temps.
- La formule duplicate est plus facile d'application en milieu scolaire : les élèves ayant le même tirage et la même configuration de grille, l'animateur ou l'enseignant peut organiser une succession de plusieurs tirages expliqués et accompagnés, en s'adressant à l'intégralité de sa classe[16],[17].

### Inconvénients du duplicate
- Il n'y a pas d'adversaire direct, que l'on soit seul (on joue contre soi-même en essayant de faire le meilleur score à chaque coup) ou en compagnie de centaines de joueurs (en essayant de trouver les mots qu'ils ne trouveront pas) n'apporte aucun changement au jeu.
- Ce n'est plus un jeu de stratégie : on cherche uniquement le score maximum sur chaque coup, quitte à utiliser un joker ou un S pour un seul point supplémentaire[18].
- Jouer un mot faux (c'est-à-dire, qui ne figure pas dans l'ODS) revient automatiquement à marquer 0 point sur ce coup, ce qui s'avère le plus souvent très pénalisant. En classique, l'adversaire peut ne pas le contester.
- Une partie traditionnelle, en 3 minutes par coup, dure environ 2 heures (1 heure de temps effectif de réflexion et 1 heure prise par le tirage et l'annonce des lettres et des solutions, le ramassage des bulletins). C'est beaucoup plus long qu'une partie classique (50 minutes au maximum), et certains coups jugés « évidents » peuvent paraître interminables.
- L'organisation d'un tournoi duplicate est beaucoup plus lourde que celle d'un tournoi classique (voir ci-dessous).

## Compétitions
La majorité des compétitions officielles de Scrabble se disputent selon la formule duplicate. Il ne se passe pas un week-end sans qu'un tournoi ait lieu quelque part en France ou dans la francophonie. On distingue plusieurs types de compétitions, :
- PAP (Partie attributive de points) : c'est une partie qui se joue dans un club, elle rassemble généralement des joueurs du club et de clubs voisins.
- TRAP (Tournoi régional attributif de points) : se joue en 2 parties, dans un club ou une salle municipale. Un TRAP rassemble généralement des joueurs venus de toute la région.
- TH (Tournoi homologué) : c'est le tournoi par excellence, il se joue généralement en 3 parties sur une journée et rassemble environ 200 joueurs, venus parfois de très loin.
- Festival : organisé sur plusieurs journées (parfois une semaine entière) et comprenant au moins 2 compétitions, il rassemble lui aussi de nombreux joueurs. Les festivals fédéraux organisés par la FFSc (Aix-les-Bains, Cannes, Vichy) ou le Festival de Belgique sont très prisés et peuvent rassembler jusqu'à 2 000 joueurs[21],[22],[23].
- Simultané : il s'agit d'une épreuve par centres. Les parties sont prétirées, puis envoyées par courrier à chaque centre, qui n'ouvre l'enveloppe qu'au moment de disputer le simultané. Les simultanés rassemblent des centaines, voire des milliers de joueurs, répartis sur de nombreux centres à travers la France ou la francophonie. Le plus populaire, le Simultané mondial, rassemble en janvier plus de 5 000 joueurs[24].

## Formules

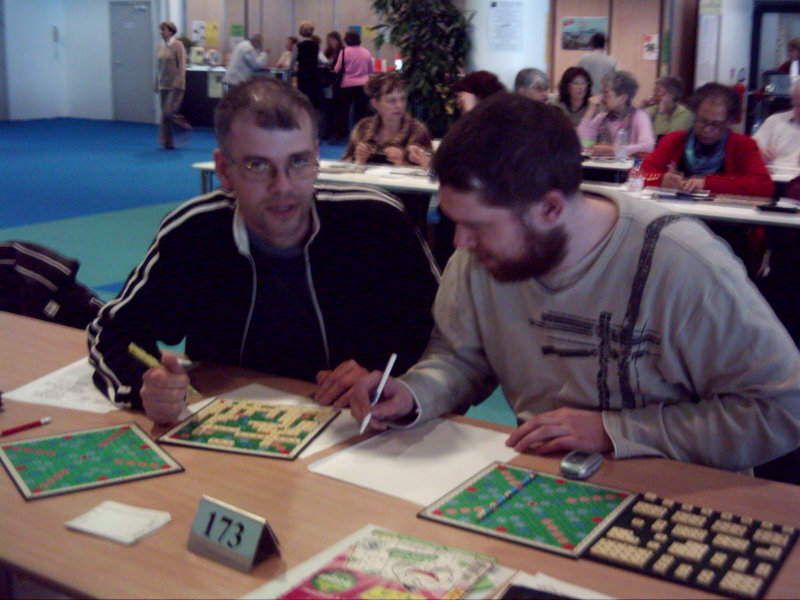
Deux joueurs se préparent pour une partie en paire.

Les compétitions de duplicate se jouent généralement avec 7 lettres par coup et un temps de réflexion de 3 minutes par coup. Cependant, d'autres formules ou parties originales existent, :
1. Variantes basées sur le temps de réflexion
  - Semi-rapide : Les joueurs disposent de 2 minutes de réflexion par coup.
  - Blitz : Les joueurs disposent de 1 minute de réflexion par coup.
2. Variantes basées sur les tirages
  - Partie Joker : à chaque coup, on a 6 lettres + 1 joker. Lorsqu'un mot utilisant le joker est placé sur la grille, on pose la vraie lettre afin de conserver le joker. Si la vraie lettre est épuisée, on pose le joker, et on continue avec le second joker. Une fois le second joker placé (généralement en fin de partie), on termine de façon traditionnelle.
  - Partie 7 sur 8 : à chaque coup, on a 8 lettres, mais on ne peut en utiliser que 7 au maximum. La prime de 50 points reste valable si l'on utilise 7 lettres.
  - Partie 7 et 8 : à chaque coup, on a 8 lettres et on peut toutes les utiliser. Si l'on utilise les 8 lettres, on a une prime de 75 points. La prime de 50 points reste valable si l'on utilise 7 lettres.
3. Variantes avec partenaire
  - Scrabble duplicate par paires : les compétitions suivent les règles du Scrabble duplicate sauf qu'il y a deux joueurs côte à côte qui discutent leur choix de solution. Cette forme de tournoi est très populaire, et les Championnats du monde de Scrabble francophone par paires se disputent depuis 1975 aux Championnats du monde[26],[27].

## Classement
Les joueurs progressent dans le classement (inter)national en fonction de leurs performances dans les tournois. En France, ils sont classés en 7 séries, numérotées de 1 à 7. La 7e série est réservée aux joueurs débutants. La 1re série rassemble les meilleurs joueurs internationaux, et inclut la Super-série (les 30 premiers joueurs mondiaux). Les séries sont subdivisées en sous-séries : A, B et parfois C et D).
En participant à une compétition, chaque joueur peut gagner, selon sa place finale, des points de classement (PC), voire des points de performance (PP). Les PC servent à accéder aux séries 4 à 6 (nationales), tandis que les PP sont nécessaires pour l'accession aux séries 1 à 3 (internationales) et 4A (française).

## Champions
Comme toutes les disciplines, le Scrabble possède ses champions. Peu connus du grand public, leur haut niveau n'en est pas moins réel : ils connaissent des dizaines de milliers de mots, possèdent des qualités combinatoires parfois très poussées, et maîtrisent parfaitement la technique de la grille. Il suffit d'assister à une exhibition en topping lors d'un des festivals fédéraux pour s'en convaincre. Nombre d'entre eux utilisent également leur bonne connaissance du vocabulaire dans certaines émissions télévisées : Des chiffres et des lettres, Motus...
Les 30 meilleurs joueurs mondiaux de Scrabble duplicate sont rassemblés dans la Super-série. Ils sont qualifiés d'office pour les Championnats du Monde. Leur pourcentage moyen sur une partie de Scrabble se situe entre 97 et 100 %, il leur arrive donc régulièrement de toper (égaler le score de l'ordinateur), ce qui est également le cas dans une moindre mesure pour d'autres joueurs de 1re série et, plus rarement, des séries inférieures.

## Logiciels
De nos jours, l'utilisation de logiciels de Scrabble duplicate est devenue incontournable, que ce soit pour l'organisation de compétitions comme pour l'entraînement personnel, ce qui a eu un effet non négligeable dans l'augmentation du niveau moyen des joueurs. Si les premiers logiciels, dans les années 1980, étaient particulièrement lents et pas toujours exhaustifs, les logiciels actuels offrent instantanément la liste de toutes les solutions à chaque coup, même s'il s'agit d'un mot de 12 lettres s'appuyant sur 5 lettres déjà posées et formant au passage 4 autres mots dans l'autre sens.
Voici une liste chronologique des logiciels de duplicate les plus populaires :
- Les premières expériences remontent au début des années 1980 lorsque la société Honeywell-Bull se penche sur la conception d'un logiciel grand public de Scrabble Duplicate, en collaboration avec l'Institut des mathématiques appliquées d'Angers. Diogène, le fruit de leurs recherches, trouve les scrabbles, mais bloque sur les coups techniques. En fait, le tout premier programme jouant au Scrabble Duplicate à 100 % avait été réalisé dès 1981 par un informaticien français « précurseur » : il cherchait et trouvait, à chaque coup d'une partie, le top en une fraction de seconde, sur une énorme machine de type IBM, raison pour laquelle il ne fut jamais diffusé.
- Par la suite, Athéna (1984), Monty (1985) et Le Scrabbleur apportent chacun des innovations, flirtant avec le top sans jamais l'atteindre. À l'époque, seul le Duplicate intéressait les programmeurs.
- Dupliscra (1989) par Gilbert Fillatre[32] est le premier logiciel réellement abouti, il se distingue d'ailleurs rapidement en réalisant un « solo » au Festival de Vichy devant 578 joueurs humains, grâce au mot TENEUR joué en collante intégrale pour 24 points. Fonctionnant avec deux disquettes sous DOS, il était livré avec une sentinelle (ou dongle, clé physique) à brancher sur le port parallèle afin d'éviter toute copie.
- PC-Duplicate (1992) par Jean-Michel Guizard[33] se présente comme une alternative à Dupliscra, alors seul sur le "marché". Rebaptisé Vocabble en 1992, plus abouti que Dupliscra, il devient le logiciel officiel de la FFSc. La version 2.0 inclut un module d'arbitrage.
- Ludicimo (1996) par Vincent Derval[32] est un logiciel d'entraînement très complet, améliorable par l'adjonction de modules.
- PC Scrabble (1996) est développé par la société Azursoft, avec le concours de Gilbert Fillatre. Disponible d'abord sous DOS, puis Windows (version 2.0), permettant notamment de jouer en Scrabble classique, ou de disputer des parties duplicate avec 3 autres joueurs en réseau.
- DupliTop (2003)[32] est le nouveau nom de Vocabble, à la suite d'un litige avec la revue linguistique homophone. Il propose un manuel détaillé, des fonctions de recherche plus poussées, et surtout le mode "topping" devenu depuis incontournable. Il est vendu par Promolettres, filiale commerciale de la FFSc, et réservé aux joueurs licenciés.
- Scrabble (2004) par la société Ubisoft, est à ce jour le seul logiciel de Scrabble francophone disponible dans le commerce, Ubisoft ayant acquis les droits électroniques exclusifs auprès de Mattel.
- Duplicabble (2021) est une application web permettant de jouer au Scrabble en duplicate, en réseau avec plusieurs joueurs. L'application est disponible également sur Google Play et Apple Store.
- Duplikat (2017) par Matthieu Leschemelle, est une application iOS qui permet de s'entraîner au Scrabble et à d'autres jeux de lettres similaires en mode Duplicate.
- Zwyx (2017) est une application Android destinée à s'entraîner au Scrabble Duplicate.